# LG텔레콤

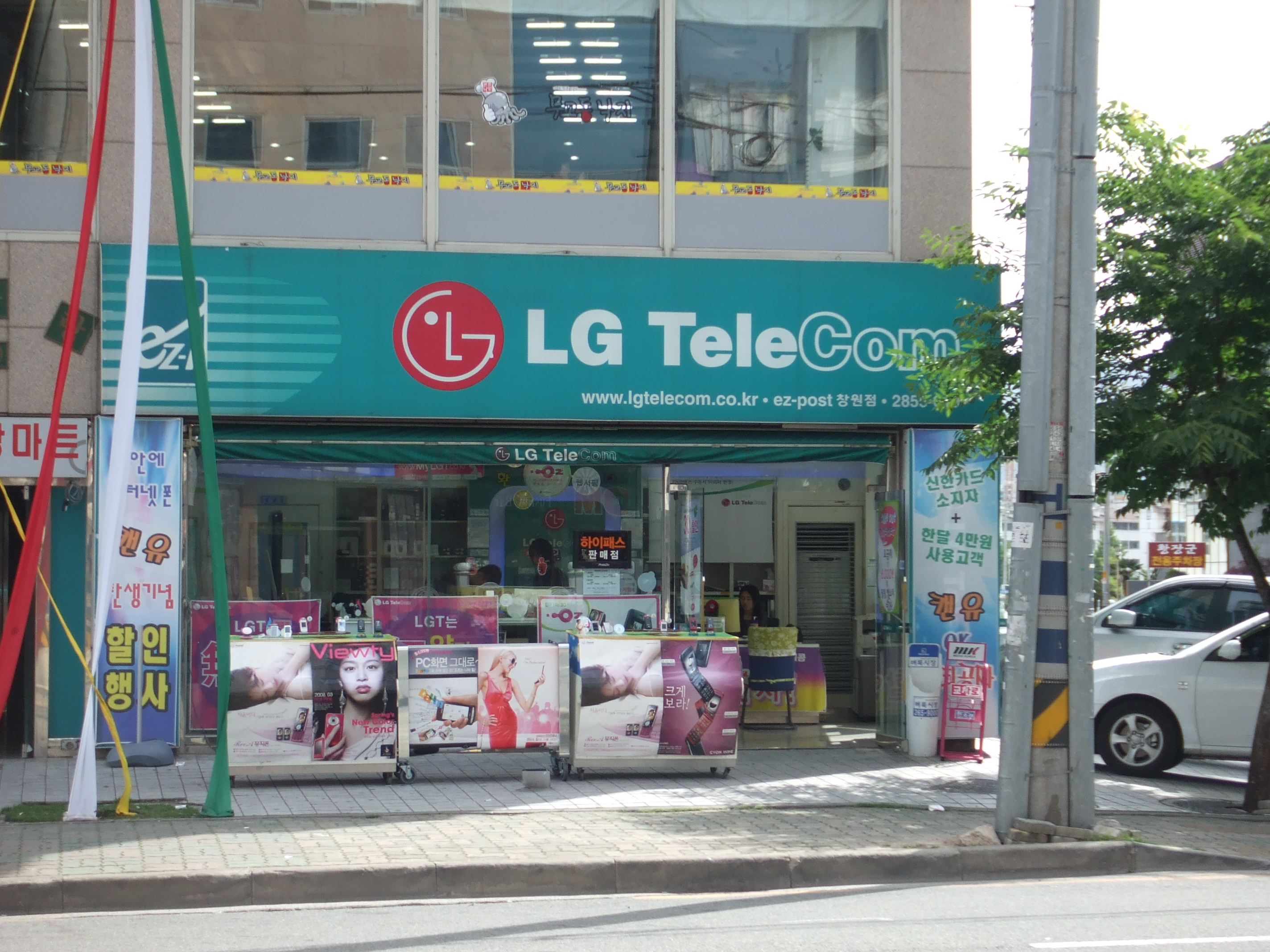
예전 LG텔레콤 대리점의 모습.

LG텔레콤(영어: LG Telecom)은 대한민국의 이동통신 사업자였으며 LG 그룹 계열사이다. 유무선통합 3위 사업자이며, 이동 통신 3위 사업자이다. 2010년 1월 1일부터 LG데이콤, LG파워콤과 합병하였다. 2010년 7월 1일부터 사명을 LG유플러스(LG U+)로 변경하였다.

## 역사
1996년 7월 창립하였다. 1997년 10월부터 1.8Ghz PCS 기술을 기반으로 2세대 이동통신 서비스를 제공하였다. 해외 다른 주파수의 1.8Ghz CDMA기반으로 시작하였다.
LG텔레콤은 휴대 전화 식별 번호로 019를 사용했으나 현재는 번호이동에 의해 무색해졌고 정부의 정책에 의해 010으로 번호 통합이 이루어지고 있다. 애니콜, 싸이언, 스카이, 캔유 등의 단말기가 있다. 대한민국 이동통신 사업자 중 유일하게 일본산 카시오 및 도시바의 단말기를 한국어화하고 소프트웨어를 재개발하여 판매했으며, SK텔레콤이 일본 산요사의 핸드폰을 도입했을 때와는 달리 지속적으로 차기 브랜드를 내놓았다.
2006년 7월, LG텔레콤은 동기식 IMT-2000사업권을 정부에 반납했고, 통신관련법에 따라 당시 남용사장은 경질되었다.
동기식 IMT-2000 사업권을 반납한 후, 고속 데이터 등에 필요성을 느끼던 LG텔레콤에서는 퀄컴의 CDMA-2000 1x EV-DO 리비전 A를 사용하겠다고 발표했다. 리비전 A는 기존의 1x EV-DO 망을 일부 개량한 것으로, 증설에 필요한 금액이 HSDPA망 증설 금액의 10~20%밖에 되지 않아서 , 매우 저렴한 가격으로 SK텔레콤과 KT의 3.5세대 HSDPA 망에 대항할 수 있는 것으로 주장하고 있다. 설치 이후 누리꾼들에게 "퀄컴에 속아 넘어갔다"는 등 여러 비판을 들어 왔고, 그 이상 규격인 리비전 B에 대해서는 언급을 회피하였다. 2010년 4월 800Mhz를 추가를 배정받아 LTE 투자를 준비하고 있다.
2007년, 리비전 A 서비스와 관련하여 01X 형태의 식별번호를 사용할 수 없도록 정보통신부에서 규정하여 리비전 A 가입자도 010형태의 식별 번호를 사용하게 된 것으로 인해 많은 논란이 벌어졌다.
과거 다른 통신사업자들에 비해 이용 가능한 모바일 컨텐츠가 적다는 비판을 듣고 있었으며, 통신망에 대한 전반적 만족도나 신뢰도도 떨어지는 편이었으나 이후 기분존, 17마일, 패스온 등의 특화된 서비스를 지속적으로 출시하여 제공하고 있었다.
2008년 4월 1일에는 3G 서비스 OZ(오즈)를 시작하였다.
대표이사 남용 사장 시절에는 영국 BT와의 합작을 통해 뛰어난 영어 실력은 물론 글로벌 경영감각을 과시했다. 또한 190만 가입자에 만성적자에 시달리던 LG텔레콤을 혁신시키면서 퇴임 할 때는 680만명에 최대 수익률을 내 주위를 놀라게 했다.
2010년 1월 1일에는 LG데이콤, LG파워콤과 합병하며 새로운 통합법인을 출범시켰다. 통합LG텔레콤의 이상철 대표이사 부회장은 같은 해 1월 6일 기자회견에서 통합법인의 이름을 바꿀 뜻을 밝혔으나, 동시에 이동통신 브랜드 오즈를 유지할 뜻도 밝혔다. 2010년 7월 1일 통합LG텔레콤에서 주식회사 LG유플러스로 이름을 변경하기로 하였다. 상표는 LG U+, 엘지유플러스, LG유플러스, LG Uplus 등을 사용한다.

## 비판

### 스펙다운(기능 제외) 논란
삼성, LG 등이 출시하는 휴대폰들은 해외에서 발매되는 제품들과 달리 대한민국에서는 일부 기능들이 제외되어 발매된다는 비판을 받아왔다. 대표적으로 Wi-Fi(와이파이) 기능을 들 수 있는데, 이러한 확장성이 높은 기능들을 제외하는 이유로 이동통신사들이 무선인터넷을 통한 이익을 극대화 하기 위해 제한한 것이라는 비판이 제기되었다. 이러한 소비자들의 욕구를 제한한 정책들 때문에 KT에서 발매한 아이폰이 이러한 기능들을 제외하지 않고 탑재, 더 큰 인기를 끌게 되는 것이라는 분석이 제기되기도 하였다.

### CDMA-2000 1x EVDO 리비전 A 논란
LG텔레콤은 SK텔레콤, KTF와 달리 3G 통신망으로 WCDMA를 사용하지 않고 CDMA-2000 1x EVDO 리비전 A를 사용한다. 문제는 WCDMA에 비해 최대 속도가 3.1 Mbps로 현저히 낮은 데다가, 기존 2G 주파수를 그대로 재활용하는 1.8 GHz CDMA 대역을 사용하다 보니 해외 로밍이 불가능하다. 게다가 LG유플러스로 통합 이후 2021년 6월말에 CDMA 서비스를 최종적으로 종료하였다. 이는, 시스템 노후화로 인해 통신망 장애 문제가 우려되고 핵심부품의 단종으로 인한 유지보수의 불가로 정상적인 서비스를 계속적으로 유지하기가 곤란하다는 전제 조건으로 CDMA 서비스 종료를 단행한 것이다.

## 같이 보기
- LG유플러스
- LG데이콤
- LG파워콤
- SK텔레콤
- KT
- 캔유
- 오즈